# 493. п. н. е.

## Догађаји
- Савез Рима с федерацијом латинских градова